# T'ung-shan She

Logo.

Le T'ung-shan She ou Tongshanshe (同善社)  « Société de coopération pour la bienfaisance » est un groupe religieux issu au début du XXe siècle du Xiantiandao (en) (先天道), un courant syncrétique né au XVIIIe siècle de la mouvance Quanzhen, aspirant[pas clair][Qui ?] à unifier le taoïsme, le confucianisme, le bouddhisme puis d'autres religions comme le christianisme et l’islam.

## Histoire
Le T'ung-shan She fut fondé en 1912 par Peng Ruzun (彭汝尊) (1873–1950 ?), alias Peng Huilong (彭回籠), l’Ancien de Huilong (回籠老人) ou l’Ancien qui enseigne la voie ancienne (述古老人), originaire du Sichuan. Se proclamant 17e patriarche de Xiantiandao et se parant d’un titre de bouddha, il prétendait avoir été envoyé par Maitreya pour sauver le monde. 
Le groupe resta quelques années centré sur la province du Sichuan, puis installa en 1917 son siège administratif (officiellement dirigé par Yao Luoxcang 姚絡倉) à Pékin et se fit dûment enregistrer auprès la municipalité. T'ung-shan She s’était forgé des liens étroits avec l'élite traditionaliste, voire réactionnaire, obtenant l’appui de personnages influents comme Cao Kun (曹錕), troisième président de la République de Chine, ou Duan Qirui. Les gouverneurs militaires du Sichuan Liu Cunhou (劉存厚) et du Hubei Wang Zhanyuan (王占元), le préfet du Sichuan Lai Xinhui (賴心輝) comptèrent parmi ses cadres honoraires. Les branches se multiplièrent rapidement dans toute la Chine. En 1920, un deuxième centre, l'Unité (合一會), fut créé à Hankou pour soulager le siège de Pékin de certaines de ses responsabilités. 
En 1927, lors du retour du parti nationaliste au pouvoir après le succès de l’Expédition du Nord contre le gouvernement de Beiyang, les alliances politiques réactionnaires du mouvement lui valurent d’être interdit. Il ne disparut pas mais son expansion cessa. Certaines de ses branches s’engagèrent dans l’action politique clandestine ou furent impliquées dans des tentatives de rébellion armée : la section de l’Anhui se battit en 1939 contre la 4e nouvelle armée, la branche de Luoyuan au Fujian, partisane de la restauration impériale, tenta en 1944 de s’emparer de la préfecture. Le mouvement fut définitivement éliminé en 1949 par le gouvernement communiste. Peng Huilong se serait donné la mort et son fils Peng Baoshan (彭寶善) fut exécuté.
Des centres restèrent en activité à Taïwan, Hong Kong et en Asie du Sud-Est, officiellement hiérarchisés sur le plan régional mais probablement indépendants de fait. Le premier centre provincial taïwanais fut fondé en 1947. En 1949, il créa l'Association chinoise des études confucéennes (中國孔學會 zhongguo kongxue hui). En 1978, une branche dissidente se détacha sous le nom d’Association nationale pour l’amélioration spirituelle (國民修神協會 guomin xiushen xiehui). À Singapour, la Southeast Asian General Association of the Sagely Religion (南洋聖教總會 nanyang shengjiao xiehui) prétend superviser les branches de Singapour et de Malaisie.